# 3598 Saucier
3598 Saucier è un asteroide della fascia principale del diametro medio di circa 26,32 km. Scoperto nel 1977, presenta un'orbita caratterizzata da un semiasse maggiore pari a 3,1727372 UA e da un'eccentricità di 0,1047624, inclinata di 0,77932° rispetto all'eclittica.
L'asteroide è dedicato a Agnes Elizabeth Saucier, nonna della scopritrice.